# Euxoa hypochlora
Euxoa hypochlora là một loài bướm đêm trong họ Noctuidae.